# 京福電気鉄道デオ200形電車
京福電気鉄道デオ200形電車（けいふくでんきてつどうデオ200がたでんしゃ）は、京福電気鉄道が1951年に新製した電車（制御電動車）である。車両記号の「デオ」とは、「デ」が電動車を（デンドウシャ）、「オ」が車体の大きさ（大型 = オオガタ）をそれぞれ意味する。

## 沿革
1944年に戦災の激しかった福井支社（現、えちぜん鉄道）に転出したデナ11形4両の補充目的で、1951年に近畿車輛で201～204の4両が製造された。前面非貫通形で窓配置はdD5D5Dd、全長15.9m、片開き3扉の両運転台車。トロリーポール集電であった叡山線にあって当初からパンタ台を有し、弱め界磁付き（使用せず）自動進段カム軸制御、叡山線では初となった電動発電機の搭載、制動装置にAMMを用いるなど、鴨東線建設による京阪線直通を意識して作られていた。
この車両から車体の塗装が緑1色から上半分はベージュ、下半分はそれまでより少し明るい緑となり、順次全営業車に普及している。
輸送力が大きく力もあったのでピーク時には重宝され、夜間工事では単車であったデワ101形に代わり架線工事用のやぐらなどを牽引する姿も見られた。反面大きく重い車体は使いにくく、当時の変電所負荷や全線でダブルポール使用が必要（スライダーシュー化後は解消）との問題等もあって連結運転しにくかった。
1960年に車内照明の蛍光灯化と窓枠のアルミサッシ化を施工。
1978年に他車同様集電装置のパンタグラフ化がされ、ようやくパンタ台が使用されるようになり、同時に機器統一のため制動装置はSMEに改められている。
叡山線・鞍馬線が京福電気鉄道の完全子会社として設立された叡山電鉄へ移管された後、1987年に203・204がデオ720形721・722へ、翌1988年に201・202が同形723・724へ主要機器を供出して廃車となり、本形式は形式消滅した。